# Lothar Klemens Joseph von Allram
Lothar Klemens Joseph Ritter von Allram, avstrijski general, * 2. januar 1856, † 13. julij 1922.

## Življenjepis
V letih 1903−1905 je bil poveljnik 3. domobranskega huzarskega polka.
1. marca 1910 je bil upokojen z naslovnim činom generalmajorja.

## Pregled vojaške kariere
Napredovanja
- naslovni generalmajor: 1. marec 1910